# IndyCar Series 2018
Die Verizon IndyCar Series 2018 war die 23. Saison der IndyCar Series und die 97. Meisterschaftssaison im US-amerikanischen Monoposto-Sport. Scott Dixon gewann die Meisterschaft zum fünften Mal. Robert Wickens wurde Rookie of the Year. 

## Teams und Fahrer
Alle Teams benutzten das Chassis DW12 und Reifen von Firestone.
| Team                                         | Nr. | Fahrer                | Motor     | Veranstaltung                    |
| -------------------------------------------- | --- | --------------------- | --------- | -------------------------------- |
| Team Penske                                  | 01  | Josef Newgarden       | Chevrolet | 1–17                             |
| Team Penske                                  | 03  | Hélio Castroneves     | Chevrolet | 5, 6                             |
| Team Penske                                  | 12  | Will Power            | Chevrolet | 1–17                             |
| Team Penske                                  | 22  | Simon Pagenaud        | Chevrolet | 1–17                             |
| Chip Ganassi Racing                          | 09  | Scott Dixon           | Honda     | 1–17                             |
| Chip Ganassi Racing                          | 10  | Ed Jones              | Honda     | 1–17                             |
| Rahal Letterman Lanigan Racing               | 15  | Graham Rahal          | Honda     | 1–17                             |
| Rahal Letterman Lanigan Racing               | 30  | Takuma Satō           | Honda     | 1–17                             |
| Scuderia Corsa with RLL                      | 64  | Oriol Servià          | Honda     | 6                                |
| Andretti Autosport                           | 25  | Stefan Wilson         | Honda     | 6                                |
| Andretti Autosport                           | 26  | Zach Veach            | Honda     | 1–17                             |
| Andretti Autosport                           | 27  | Alexander Rossi       | Honda     | 1–17                             |
| Andretti Autosport                           | 28  | Ryan Hunter-Reay      | Honda     | 1–17                             |
| Andretti Autosport                           | 29  | Carlos Muñoz          | Honda     | 6                                |
| Andretti Herta Autosport with Curb-Agajanian | 98  | Marco Andretti        | Honda     | 1–17                             |
| Ed Carpenter Racing                          | 13  | Danica Patrick        | Chevrolet | 6                                |
| Ed Carpenter Racing                          | 20  | Jordan King           | Chevrolet | 1, 3–5, 7, 8, 10, 12, 13, 16, 17 |
| Ed Carpenter Racing                          | 20  | Ed Carpenter          | Chevrolet | 2, 6, 9, 11, 14, 15              |
| Ed Carpenter Racing                          | 21  | Spencer Pigot         | Chevrolet | 1–17                             |
| Schmidt Peterson Motorsports                 | 05  | James Hinchcliffe     | Honda     | 1–17                             |
| Schmidt Peterson Motorsports                 | 06  | Robert Wickens        | Honda     | 1–14                             |
| Schmidt Peterson Motorsports                 | 06  | Carlos Muñoz          | Honda     | 16, 17                           |
| SPM / AFS Racing                             | 07  | Jay Howard            | Honda     | 6                                |
| Michael Shank Racing with Schmidt Peterson   | 60  | Jack Harvey           | Honda     | 1                                |
| Meyer Shank Racing with Schmidt Peterson     | 60  | Jack Harvey           | Honda     | 3, 6, 13, 16, 17                 |
| Dale Coyne Racing dba Thom Burns Racing      | 17  | Conor Daly            | Honda     | 6                                |
| Dale Coyne Racing with Vasser-Sullivan       | 18  | Sébastien Bourdais    | Honda     | 1–17                             |
| Dale Coyne Racing                            | 19  | Zachary Claman DeMelo | Honda     | 1, 3–6, 9–12                     |
| Dale Coyne Racing                            | 19  | Pietro Fittipaldi     | Honda     | 2, 13–17                         |
| Dale Coyne Racing                            | 19  | Santino Ferrucci      | Honda     | 7, 8                             |
| Dale Coyne Racing                            | 39  | Santino Ferrucci      | Honda     | 16, 17                           |
| Dale Coyne Racing                            | 63  | Pippa Mann            | Honda     | 6                                |
| A. J. Foyt Enterprises                       | 04  | Matheus Leist         | Chevrolet | 1–17                             |
| A. J. Foyt Enterprises                       | 14  | Tony Kanaan           | Chevrolet | 1–17                             |
| Foyt with Byrd / Hollinger / Belardi         | 33  | James Davison         | Chevrolet | 6                                |
| Harding Racing                               | 08  | Patricio O’Ward       | Chevrolet | 17                               |
| Harding Racing                               | 88  | Gabby Chaves          | Chevrolet | 1–11, 15, 16                     |
| Harding Racing                               | 88  | Conor Daly            | Chevrolet | 12–14                            |
| Harding Racing                               | 88  | Colton Herta          | Chevrolet | 17                               |
| Juncos Racing                                | 32  | René Binder           | Chevrolet | 1, 4, 7, 8, 12, 13               |
| Juncos Racing                                | 32  | Kyle Kaiser           | Chevrolet | 2, 3, 5, 6                       |
| Juncos Racing                                | 32  | Alfonso Celis jr.     | Chevrolet | 10, 16                           |
| Dreyer & Reinbold Racing                     | 24  | Sage Karam            | Chevrolet | 6                                |
| Dreyer & Reinbold Racing                     | 66  | J. R. Hildebrand      | Chevrolet | 6                                |
| Carlin                                       | 23  | Charlie Kimball       | Chevrolet | 1–17                             |
| Carlin                                       | 59  | Max Chilton           | Chevrolet | 1–17                             |

## Rennkalender
Der Rennkalender der IndyCar Series umfasste 17 Rennen auf 16 Rennstrecken. Im Vergleich zum Vorjahr wurde der IndyCar Grand Prix at The Glen in Watkins Glen durch den Grand Prix of Portland auf dem Portland International Raceway ersetzt.
| Nr. | Datum         | Veranstaltung (Rennstrecke)                                   | Distanz (Meilen) | Erster                              | Zweiter                            | Dritter                            | Pole-Position                       | Schnellste Runde                      | Meiste Führungsrunden               |
| --- | ------------- | ------------------------------------------------------------- | ---------------- | ----------------------------------- | ---------------------------------- | ---------------------------------- | ----------------------------------- | ------------------------------------- | ----------------------------------- |
| 01. | 11. März      | Firestone Grand Prix of St. Petersburg (Saint Petersburg) (T) | 198              | Sébastien Bourdais (Dallara-Honda)  | Graham Rahal (Dallara-Honda)       | Alexander Rossi (Dallara-Honda)    | Robert Wickens (Dallara-Honda)      | Alexander Rossi (Dallara-Honda)       | Robert Wickens (Dallara-Honda)      |
| 02. | 07. April     | Phoenix Grand Prix (Avondale) (O)                             | 255,55           | Josef Newgarden (Dallara-Chevrolet) | Robert Wickens (Dallara-Honda)     | Alexander Rossi (Dallara-Honda)    | Sébastien Bourdais (Dallara-Honda)  | Sébastien Bourdais (Dallara-Honda)    | Will Power (Dallara-Chevrolet)      |
| 03. | 15. April     | Toyota Grand Prix of Long Beach (Long Beach) (T)              | 167,28           | Alexander Rossi (Dallara-Honda)     | Will Power (Dallara-Chevrolet)     | Ed Jones (Dallara-Honda)           | Alexander Rossi (Dallara-Honda)     | Josef Newgarden (Dallara-Chevrolet)   | Alexander Rossi (Dallara-Honda)     |
| 04. | 22. April     | Honda Indy Grand Prix of Alabama (Birmingham) (P)             | 188,6            | Josef Newgarden (Dallara-Chevrolet) | Ryan Hunter-Reay (Dallara-Honda)   | James Hinchcliffe (Dallara-Honda)  | Josef Newgarden (Dallara-Chevrolet) | Zachary Claman DeMelo (Dallara-Honda) | Josef Newgarden (Dallara-Chevrolet) |
| 05. | 12. Mai       | IndyCar Grand Prix (Indianapolis) (P)                         | 207,315          | Will Power (Dallara-Chevrolet)      | Scott Dixon (Dallara-Honda)        | Robert Wickens (Dallara-Honda)     | Will Power (Dallara-Chevrolet)      | Scott Dixon (Dallara-Honda)           | Will Power (Dallara-Chevrolet)      |
| 06. | 27. Mai       | Indianapolis 500 (Indianapolis) (O)                           | 500              | Will Power (Dallara-Chevrolet)      | Ed Carpenter (Dallara-Chevrolet)   | Scott Dixon (Dallara-Honda)        | Ed Carpenter (Dallara-Chevrolet)    | Hélio Castroneves (Dallara-Chevrolet) | Ed Carpenter (Dallara-Chevrolet)    |
| 07. | 02. Juni      | Chevrolet Detroit Grand Prix (Detroit) (T)                    | 164,5            | Scott Dixon (Dallara-Honda)         | Ryan Hunter-Reay (Dallara-Honda)   | Alexander Rossi (Dallara-Honda)    | Marco Andretti (Dallara-Honda)      | Ryan Hunter-Reay (Dallara-Honda)      | Scott Dixon (Dallara-Honda)         |
| 08. | 03. Juni      | Chevrolet Detroit Grand Prix (Detroit) (T)                    | 164,5            | Ryan Hunter-Reay (Dallara-Honda)    | Will Power (Dallara-Chevrolet)     | Ed Jones (Dallara-Honda)           | Alexander Rossi (Dallara-Honda)     | Ryan Hunter-Reay (Dallara-Honda)      | Alexander Rossi (Dallara-Honda)     |
| 09. | 09. Juni      | DXC Technology 600 (Fort Worth) (O)                           | 357,12           | Scott Dixon (Dallara-Honda)         | Simon Pagenaud (Dallara-Chevrolet) | Alexander Rossi (Dallara-Honda)    | Josef Newgarden (Dallara-Chevrolet) | Josef Newgarden (Dallara-Chevrolet)   | Scott Dixon (Dallara-Honda)         |
| 10. | 24. Juni      | Kohler Grand Prix (Elkhart Lake) (P)                          | 220,77           | Josef Newgarden (Dallara-Chevrolet) | Ryan Hunter-Reay (Dallara-Honda)   | Scott Dixon (Dallara-Honda)        | Josef Newgarden (Dallara-Chevrolet) | Zach Veach (Dallara-Honda)            | Josef Newgarden (Dallara-Chevrolet) |
| 11. | 08. Juli      | Iowa Corn 300 (Newton) (O)                                    | 268,2            | James Hinchcliffe (Dallara-Honda)   | Spencer Pigot (Dallara-Chevrolet)  | Takuma Satō (Dallara-Honda)        | Will Power (Dallara-Chevrolet)      | Will Power (Dallara-Chevrolet)        | Josef Newgarden (Dallara-Chevrolet) |
| 12. | 15. Juli      | Honda Indy Toronto (Toronto) (T)                              | 151,81           | Scott Dixon (Dallara-Honda)         | Simon Pagenaud (Dallara-Chevrolet) | Robert Wickens (Dallara-Honda)     | Josef Newgarden (Dallara-Chevrolet) | Will Power (Dallara-Chevrolet)        | Scott Dixon (Dallara-Honda)         |
| 13. | 29. Juli      | Honda Indy 200 at Mid-Ohio (Lexington) (P)                    | 203,22           | Alexander Rossi (Dallara-Honda)     | Robert Wickens (Dallara-Honda)     | Will Power (Dallara-Chevrolet)     | Alexander Rossi (Dallara-Honda)     | Scott Dixon (Dallara-Honda)           | Alexander Rossi (Dallara-Honda)     |
| 14. | 19. August    | ABC Supply 500 (Long Pond) (O)                                | 500              | Alexander Rossi (Dallara-Honda)     | Will Power (Dallara-Chevrolet)     | Scott Dixon (Dallara-Honda)        | Will Power (Dallara-Chevrolet)      | Sébastien Bourdais (Dallara-Honda)    | Alexander Rossi (Dallara-Honda)     |
| 15. | 25. August    | Bommarito Automotive Group 500 (Madison) (O)                  | 310              | Will Power (Dallara-Chevrolet)      | Alexander Rossi (Dallara-Honda)    | Scott Dixon (Dallara-Honda)        | Scott Dixon (Dallara-Honda)         | Will Power (Dallara-Chevrolet)        | Scott Dixon (Dallara-Honda)         |
| 16. | 02. September | Grand Prix of Portland (Portland International Raceway) (P)   | 206,22           | Takuma Satō (Dallara-Honda)         | Ryan Hunter-Reay (Dallara-Honda)   | Sébastien Bourdais (Dallara-Honda) | Will Power (Dallara-Chevrolet)      | Carlos Muñoz (Dallara-Honda)          | Alexander Rossi (Dallara-Honda)     |
| 17. | 16. September | Grand Prix of Sonoma (Sonoma) (P)                             | 202,725          | Ryan Hunter-Reay (Dallara-Honda)    | Scott Dixon (Dallara-Honda)        | Will Power (Dallara-Chevrolet)     | Ryan Hunter-Reay (Dallara-Honda)    | Scott Dixon (Dallara-Honda)           | Ryan Hunter-Reay (Dallara-Honda)    |

- Erklärung: O: Ovalkurs, T: temporäre Rennstrecke (Stadtkurs), P: permanente Rennstrecke.

## Wertungen

### Punktesystem
Die Punkte wurden nach folgendem Schema vergeben:
| Position                        | 1   | 2  | 3  | 4  | 5  | 6  | 7  | 8  | 9  | 10 | 11 | 12 | 13 | 14 | 15 | 16 | 17 | 18 | 19 | 20 | 21 | 22 | 23 | 24 | 25 | 26 | 27 | 28 | 29 | 30 | 31 | 32 | 33 |
| ------------------------------- | --- | -- | -- | -- | -- | -- | -- | -- | -- | -- | -- | -- | -- | -- | -- | -- | -- | -- | -- | -- | -- | -- | -- | -- | -- | -- | -- | -- | -- | -- | -- | -- | -- |
| Standardrennen                  | 50  | 40 | 35 | 32 | 30 | 28 | 26 | 24 | 22 | 20 | 19 | 18 | 17 | 16 | 15 | 14 | 13 | 12 | 11 | 10 | 9  | 8  | 7  | 6  | 5  | 5  | 5  | 5  | 5  | 5  | 5  | 5  | 5  |
| Indianapolis 500 & Saisonfinale | 100 | 80 | 70 | 64 | 60 | 56 | 52 | 48 | 44 | 40 | 38 | 36 | 34 | 32 | 30 | 28 | 26 | 24 | 22 | 20 | 18 | 16 | 14 | 12 | 10 | 10 | 10 | 10 | 10 | 10 | 10 | 10 | 10 |
| Indianapolis 500 Qualifying     | 9   | 8  | 7  | 6  | 5  | 4  | 3  | 2  | 1  | 0  | 0  | 0  | 0  | 0  | 0  | 0  | 0  | 0  | 0  | 0  | 0  | 0  | 0  | 0  | 0  | 0  | 0  | 0  | 0  | 0  | 0  | 0  | 0  |

Außerdem gab es einen Zusatzpunkt für die Pole-Position und zwei zusätzliche Punkte für den Fahrer, der das Rennen die meisten Runden angeführt hatte. Alle Fahrer mit mindestens einer Führungsrunde erhielten zudem einen Punkt.

### Fahrerwertung
| 01   | S. Dixon       | 6   | 4   | 11  | 6   | 2   | 9    | 3    | 1*  | 4   | 1*  | 3°  | 12  | 1*  | 5   | 3°  | 3*  | 5   | 2   | 678    |
| 02   | A. Rossi       | 3°  | 3°  | 1*  | 11  | 5°  | 32   | 4°   | 3   | 12* | 3°  | 16  | 9   | 8   | 1*  | 1*  | 2°  | 8*  | 7   | 621    |
| 03   | W. Power       | 10  | 22* | 2°  | 21  | 1*  | 3    | 1°   | 7   | 2   | 18  | 23  | 6°  | 18° | 3°  | 2°  | 1°  | 21° | 3°  | 582    |
| 04   | R. Hunter‑Reay | 5°  | 5°  | 20° | 2   | 18  | 14   | 5°   | 2°  | 1°  | 5   | 2   | 19  | 16  | 7   | 18  | 20  | 2°  | 1*  | 566    |
| 05   | J. Newgarden   | 7   | 1°  | 7°  | 1*  | 11° | 4    | 8°   | 9   | 15  | 13° | 1*  | 4*  | 9°  | 4   | 5   | 7   | 10° | 8°  | 560    |
| 06   | S. Pagenaud    | 13  | 10° | 24  | 9   | 8   | 2    | 6°   | 17  | 10  | 2°  | 7   | 8   | 2°  | 8   | 8   | 4   | 6   | 4   | 492    |
| 07   | S. Bourdais    | 1°  | 13° | 13° | 5°  | 4°  | 5    | 28°  | 13  | 21  | 8   | 13  | 11  | 19  | 6   | 4   | 21  | 3   | 6   | 425    |
| 08   | G. Rahal       | 2   | 9°  | 5   | 7   | 9°  | 30   | 10°  | 23° | 5   | 6°  | 6   | 7   | 21  | 9   | 14  | 10  | 23  | 23  | 392    |
| 09   | M. Andretti    | 9   | 12  | 6   | 10  | 13  | 12   | 12   | 4°  | 9   | 14  | 11  | 16  | 10  | 11  | 7   | 14  | 25  | 5   | 392    |
| 10   | J. Hinchcliffe | 4   | 6°  | 9   | 3   | 7   | 34   | DNQ  | 11  | 16  | 4   | 10  | 1°  | 4   | 14  | 20  | 15  | 22  | 15  | 391    |
| 11   | R. Wickens     | 18* | 2°  | 22  | 4   | 3°  | 18   | 9°   | 8   | 6°  | 19° | 5   | 5   | 3   | 2°  | 19  | INJ | INJ | INJ | 391    |
| 12   | T. Satō        | 12  | 11  | 21  | 8   | 10  | 16   | 32   | 5   | 17  | 7   | 4   | 3°  | 22  | 17  | 21  | 9°  | 1°  | 25  | 351    |
| 13   | E. Jones       | 8   | 20  | 3   | 20  | 22  | 29   | 31   | 6   | 3   | 9°  | 9   | 13  | 12  | 15  | 12  | 8   | 24  | 10  | 343    |
| 14   | S. Pigot       | 15  | 14  | 15  | 15  | 15  | 6    | 20°  | 10  | 23  | 11  | 8   | 2   | 20° | 13  | 16  | 6   | 4   | 24  | 325    |
| 15   | Z. Veach       | 16  | 16  | 4   | 13  | 23  | 25   | 23   | 12  | 13  | 16  | 22  | 20  | 7   | 10  | 6   | 5°  | 19  | 14  | 313    |
| 16   | T. Kanaan      | 11  | 8   | 8   | 18  | 14  | 10   | 25°  | 14  | 7   | 21  | 14  | 17  | 6°  | 18  | 17  | 13  | 11  | 12  | 312    |
| 17   | C. Kimball     | 20  | 17  | 10  | 23  | 20  | 15   | 18   | 19  | 8   | 10  | 18  | 14  | 5°  | 16  | 9   | 19  | 7   | 22  | 287    |
| 18   | M. Leist       | 24  | 19  | 14  | 12  | 21  | 11   | 13   | 15  | 14  | 22  | 15  | 22  | 15  | 19  | 11  | 16  | 14  | 19  | 253    |
| 19   | M. Chilton     | 19  | 18  | 17  | 22  | 16  | 20   | 22   | 20  | 11  | 12  | 17  | 15  | 23  | 24  | 13  | 17  | 18° | 21  | 223    |
| 20   | E. Carpenter   |     | 7   |     |     |     | 1    | 2*   |     |     | 20  |     | 10  |     |     | 10° | 12  |     |     | 187    |
| 21   | G. Chaves      | 14  | 15  | 19  | 17  | 17  | 22   | 14   | 18  | 19  | 15  | 19  | 21  |     |     |     | 18  | 13  |     | 187    |
| 22   | J. King        | 21° |     | 18  | 14  | 24  |      |      | 16  | 18  |     | 12  |     | 11° | 12  |     |     | 15  | 13  | 175    |
| 23   | Z. DeMelo      | 17  |     | 23  | 19  | 12  | 13   | 19°  |     |     | 17  | 21  | 18  | 14  |     |     |     |     |     | 122    |
| 24   | J. Harvey      | 23  |     | 12  |     |     | 31   | 16   |     |     |     |     |     |     | 20  |     |     | 16  | 17  | 103    |
| 25   | C. Muñoz       |     |     |     |     |     | 21   | 7°   |     |     |     |     |     |     |     |     |     | 12  | 18  | 95     |
| 26   | P. Fittipaldi  |     | 23  |     |     | INJ | INJ  | INJ  |     |     | INJ |     |     |     | 23  | 22  | 11  | 9   | 16  | 91     |
| 27   | S. Ferrucci    |     |     |     |     |     |      |      | 22  | 20  |     |     |     |     |     |     |     | 20  | 11  | 66     |
| 28   | R. Binder      | 22  |     |     | 16  |     |      |      | 21  | 22  |     |     |     | 17  | 21  |     |     |     |     | 61     |
| 29   | C. Daly        |     |     |     |     |     | 33   | 21   |     |     |     |     |     | 13  | 22  | 15  |     |     |     | 58     |
| 30   | K. Kaiser      |     | 21  | 16  |     | 19° | 17   | 29   |     |     |     |     |     |     |     |     |     |     |     | 45     |
| 31   | P. O’Ward      |     |     |     |     |     |      |      |     |     |     |     |     |     |     |     |     |     | 9   | 44     |
| 32   | H. Castroneves |     |     |     |     | 6   | 8    | 27   |     |     |     |     |     |     |     |     |     |     |     | 40     |
| 33   | J. Hildebrand  |     |     |     |     |     | 27   | 11   |     |     |     |     |     |     |     |     |     |     |     | 38     |
| 34   | S. Wilson      |     |     |     |     |     | 23   | 15°  |     |     |     |     |     |     |     |     |     |     |     | 31     |
| 35   | O. Servià      |     |     |     |     |     | 26   | 17°  |     |     |     |     |     |     |     |     |     |     |     | 27     |
| 36   | A. Celis       |     |     |     |     |     |      |      |     |     |     | 20  |     |     |     |     |     | 17  |     | 23     |
| 37   | C. Herta       |     |     |     |     |     |      |      |     |     |     |     |     |     |     |     |     |     | 20  | 20     |
| 38   | D. Patrick     |     |     |     |     |     | 7    | 30   |     |     |     |     |     |     |     |     |     |     |     | 13     |
| 39   | J. Howard      |     |     |     |     |     | 28   | 24   |     |     |     |     |     |     |     |     |     |     |     | 12     |
| 40   | J. Davison     |     |     |     |     |     | 19   | 33   |     |     |     |     |     |     |     |     |     |     |     | 10     |
| 41   | S. Karam       |     |     |     |     |     | 24   | 26   |     |     |     |     |     |     |     |     |     |     |     | 10     |
| –    | P. Mann        |     |     |     |     |     | 35   | DNQ  |     |     |     |     |     |     |     |     |     |     |     | 0      |
| Pos. | Fahrer         | STP | PHO | LBH | ALA | IMS | INDY | INDY | DET | DET | TXS | ROA | IOW | TOR | MDO | POC | GAT | POR | SNM | Punkte |

| Farbe      | Bedeutung                                          |
| ---------- | -------------------------------------------------- |
| Gold       | Sieger                                             |
| Silber     | 2. Platz                                           |
| Bronze     | 3. Platz                                           |
| Grün       | 4. und 5. Platz                                    |
| Hellblau   | 6. bis 10. Platz                                   |
| Dunkelblau | Rennen beendet (außerhalb der ersten zehn Piloten) |
| Violett    | Rennen nicht beendet                               |
| Rot        | nicht qualifiziert (DNQ)                           |
| Schwarz    | disqualifiziert (DSQ)                              |
| Weiß       | nicht am Start (DNS)                               |
| Weiß       | zurückgezogen (WD)                                 |
| Weiß       | Rennen abgesagt (C)                                |
| Blanko     | nicht teilgenommen                                 |
| Blanko     | nicht erschienen (DNA)                             |
| Blanko     | verletzt oder krank (INJ)                          |
| Blanko     | ausgeschlossen (EX)                                |

| Weitere Notation   |                                            |
| Fett               | Pole-Position (1 Punkt)                    |
| Kursiv             | Schnellste Rennrunde                       |
| *                  | Meiste Führungsrunden (2 Punkte + 1 Punkt) |
| °                  | Mindestens eine Führungsrunde (1 Punkt)    |
| Rookie of the Year |                                            |
| Rookie             |                                            |

| Farbe      | Bedeutung          |
| ---------- | ------------------ |
| Gold       | 1. Platz           |
| Silber     | 2. Platz           |
| Bronze     | 3. Platz           |
| Grün       | 4. und 5. Platz    |
| Hellblau   | 6. bis 9. Platz    |
| Dunkelblau | 10. bis 33. Platz  |
| Rot        | nicht qualifiziert |

| Farbe      | Bedeutung                                          |
| ---------- | -------------------------------------------------- |
| Gold       | Sieger                                             |
| Silber     | 2. Platz                                           |
| Bronze     | 3. Platz                                           |
| Grün       | 4. und 5. Platz                                    |
| Hellblau   | 6. bis 10. Platz                                   |
| Dunkelblau | Rennen beendet (außerhalb der ersten zehn Piloten) |
| Violett    | Rennen nicht beendet                               |
| Rot        | nicht qualifiziert (DNQ)                           |
| Schwarz    | disqualifiziert (DSQ)                              |
| Weiß       | nicht am Start (DNS)                               |
| Weiß       | zurückgezogen (WD)                                 |
| Weiß       | Rennen abgesagt (C)                                |
| Blanko     | nicht teilgenommen                                 |
| Blanko     | nicht erschienen (DNA)                             |
| Blanko     | verletzt oder krank (INJ)                          |
| Blanko     | ausgeschlossen (EX)                                |

| Weitere Notation   |                                            |
| Fett               | Pole-Position (1 Punkt)                    |
| Kursiv             | Schnellste Rennrunde                       |
| *                  | Meiste Führungsrunden (2 Punkte + 1 Punkt) |
| °                  | Mindestens eine Führungsrunde (1 Punkt)    |
| Rookie of the Year |                                            |
| Rookie             |                                            |

| Farbe      | Bedeutung          |
| ---------- | ------------------ |
| Gold       | 1. Platz           |
| Silber     | 2. Platz           |
| Bronze     | 3. Platz           |
| Grün       | 4. und 5. Platz    |
| Hellblau   | 6. bis 9. Platz    |
| Dunkelblau | 10. bis 33. Platz  |
| Rot        | nicht qualifiziert |

- Scott Dixon erhielt als Zweitplatzierter im Qualifying zum ersten Rennen und Robert Wickens als Zweitplatzierter im Qualifying zum zweiten Rennen des Chevrolet Detroit Grand Prix einen Bonuspunkt.